# Harmonice Musices Odhecaton
Pour l'ensemble vocal italien, voir Odhecaton (ensemble)
Harmonice Musices Odhecaton (aussi connu simplement comme l'Odhecaton), est une anthologie de chansons profanes, publiée par Ottaviano Petrucci en 1501 à Venise.  L'ouvrage a été de grande importance à la fois dans l'histoire de l'imprimerie en général et dans la diffusion de la musique de l'école franco-flamande en particulier : il s'agit du premier ouvrage imprimé comprenant de la musique polyphonique ; de surcroît, il est entièrement consacré au répertoire des franco-flamands.

## Harmonice Musices Odhecaton

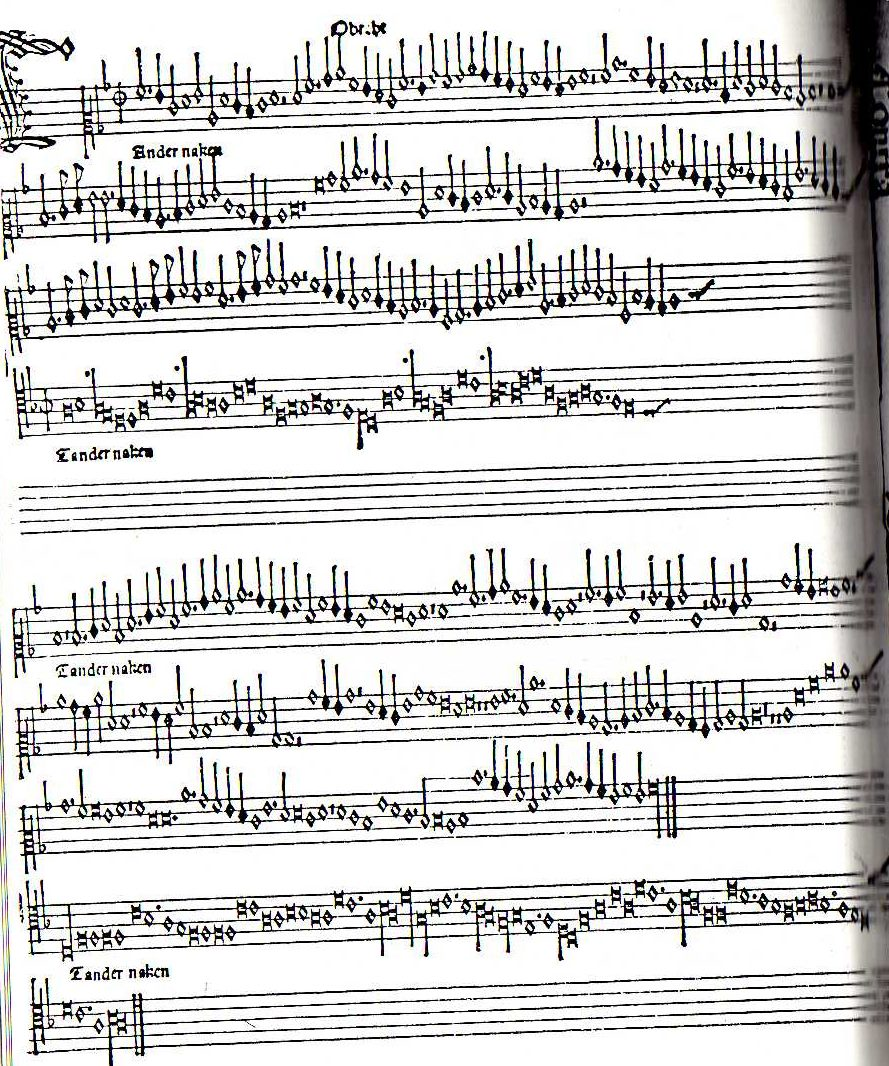
Fragment de la partition de la mise en musique par Jacob Obrecht de Tandernaken, publiée par Ottaviano Petrucci dans lOdhecaton A, à Venise en 1501.

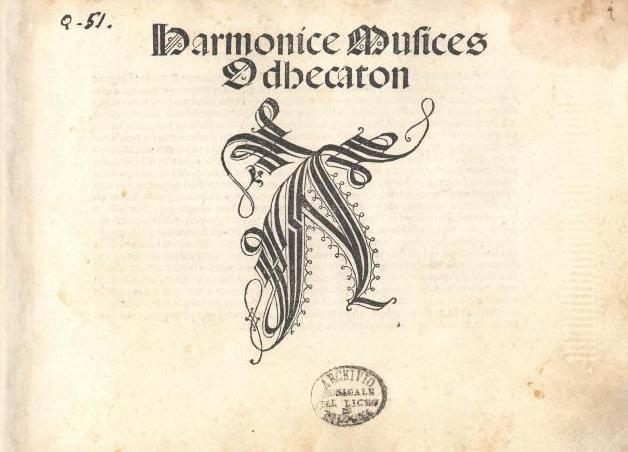
Frontispice de lOdhecaton A, exemplaire conservé au Musée international et bibliothèque de la musique (Bologne)

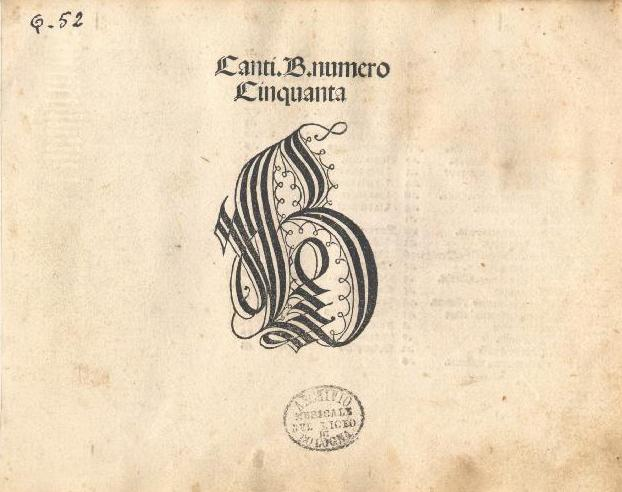
Frontispice de Canti B, exemplaire conservé au Musée international et bibliothèque de la musique (Bologne)

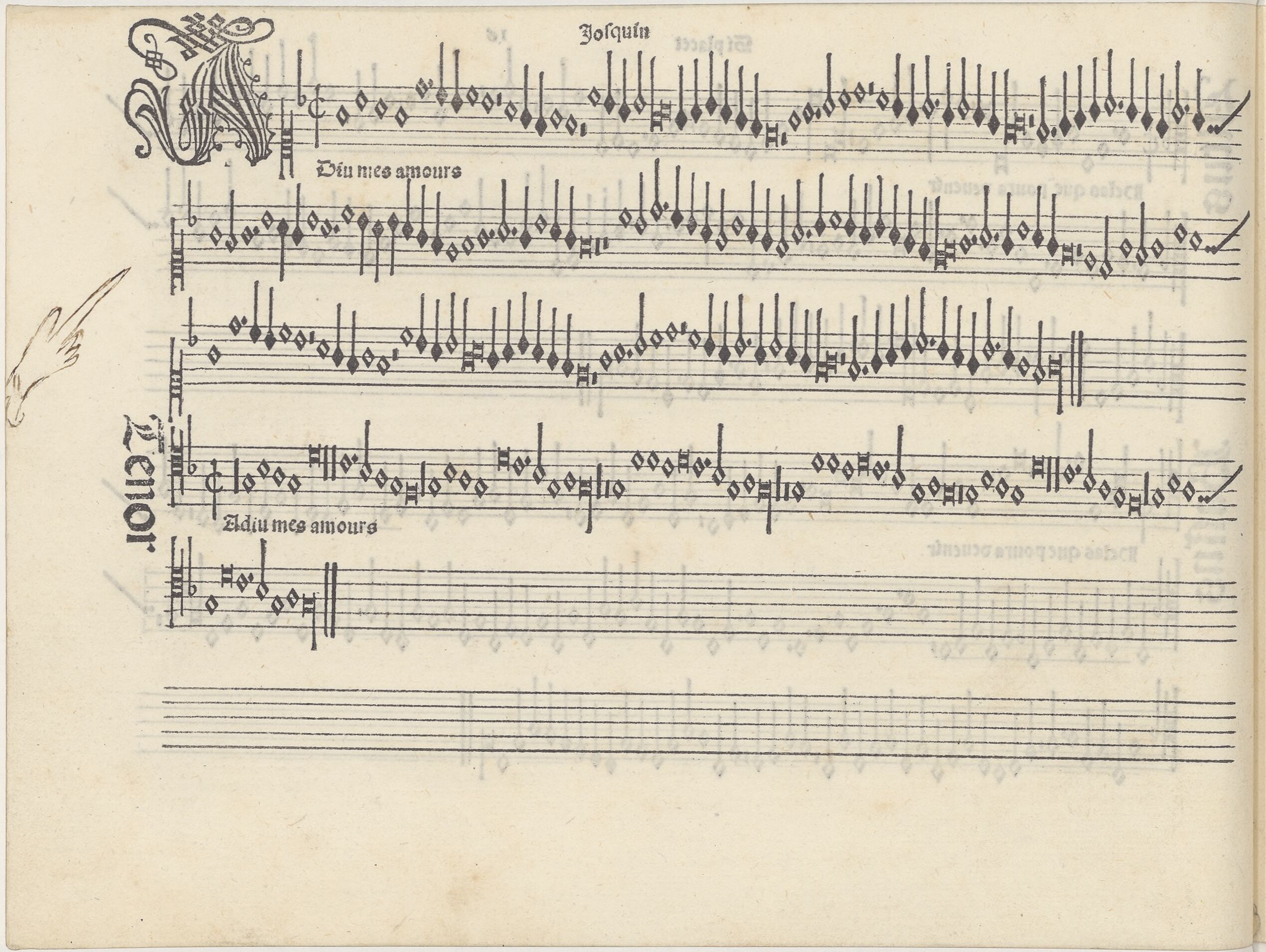
La partie du ténor de la chanson Adieu mes amours, de Josquin des Prez, dans lOdhecaton.

Se rendant compte du potentiel commercial représenté par l'impression de partitions de musique polyphonique, Ottaviano Petrucci essaya d'obtenir un privilège accordant l'exclusivité de l'impression et de la vente de musique en notation mesurée pour voix et de tablatures d'orgue ou de luth dans la république de Venise et cela pour une période de vingt ans.  Ce privilège lui fut accordé en 1498.  Trois ans plus tard, en 1501, il publia un premier recueil de 96 chansons profanes : pour la plupart des chansons polyphoniques françaises - mais aussi six chansons polyphoniques néerlandaises - à trois ou quatre voix, réunies sous le titre Harmonice Musices Odhecaton.  Le nombre de chansons néerlandaises s'élèvera à une dizaine dans une troisième anthologie de la même série, le Canti C.  Pour cet ouvrage, il imprima deux parties sur le côté droit d'une page et deux parties sur la gauche, de sorte que quatre chanteurs ou instrumentistes puissent lire la même feuille.  Les caractères étaient sans doute conçus, taillés et coulés par Francesco Griffo et Jacomo Ungaro, qui demeuraient à Venise vers cette période.  Le recueil comprend des œuvres de certains des compositeurs les plus célèbres de leur époque, dont Alexander Agricola, Antoine Brumel, Antoine Busnois, Loyset Compère, Johannes Ghiselin, Hayne van Ghizeghem, Heinrich Isaac, Johannes Japart, Jacob Obrecht, Johannes Ockeghem, Marbrianus de Orto, Josquin des Prez, Johannes de Stockem, Johannes Tinctoris et Gaspar van Weerbeke.  Le recueil fut édité par Petrus Castellanus, un frère dominicain qui était maestro di cappella (maître de chapelle) de la basilique des Saints Jean et Paul.  Leur inclusion dans le recueil contribua considérablement à la notoriété des compositeurs représentés, car les impressions musicales et la technologie de l'imprimerie musicale allaient se répandre à travers l'Europe dans les décennies à venir. 
Pour imprimer l'Odhecaton, on utilisa la technique de l'impression en trois passages : la portée musicale fut imprimée d'abord, puis le texte et, finalement, les notes.  La plupart des 96 pièces, même si elles furent écrites comme des chansons, furent imprimées sans les paroles, ce qui implique peut-être qu'une exécution instrumentale était envisagée.  Les paroles de la plupart d'entre elles peuvent être trouvées dans les sources manuscrites de l'époque ou dans d'autres publications ultérieures.
La première édition de l’Odhecaton (Harmonice Musices Odhecaton A) ne nous est pas parvenue dans sa totalité et la date exacte de publication n'est pas connue, mais elle comprend une dédicace à Girolamo Donato (un noble, diplomate et humaniste vénitien), datée du 15 mai 1501.  Les deuxième et troisième éditions furent imprimées respectivement le 14 janvier 1503 et le 25 mai 1504.  Dans chaque édition, plusieurs erreurs des précédentes furent corrigées.  Petrucci publia deux anthologies de plus : les Canti B et C, respectivement.en 1502 et 1504.  La publication de Petrucci ne révolutionna pas seulement la distribution de musique polyphonique, elle contribua aussi à faire du style franco-flamand la langue musicale de l'Europe pour le siècle entamé car, même si Petrucci travaillait en Italie, il choisit essentiellement des œuvres de compositeurs franco-flamands pour inclusion dans l'Odhecaton ainsi que dans ses prochaines publications.  Quelques années plus tard, il publia plusieurs livres de frottoles italiennes, un style de chanson populaire, prédécesseur du madrigal, mais l'inclusion d'œuvres de compositeurs franco-flamands dans nombreuses de ses publications fut décisive pour la diffusion de la langue musicale moderne de l'époque.

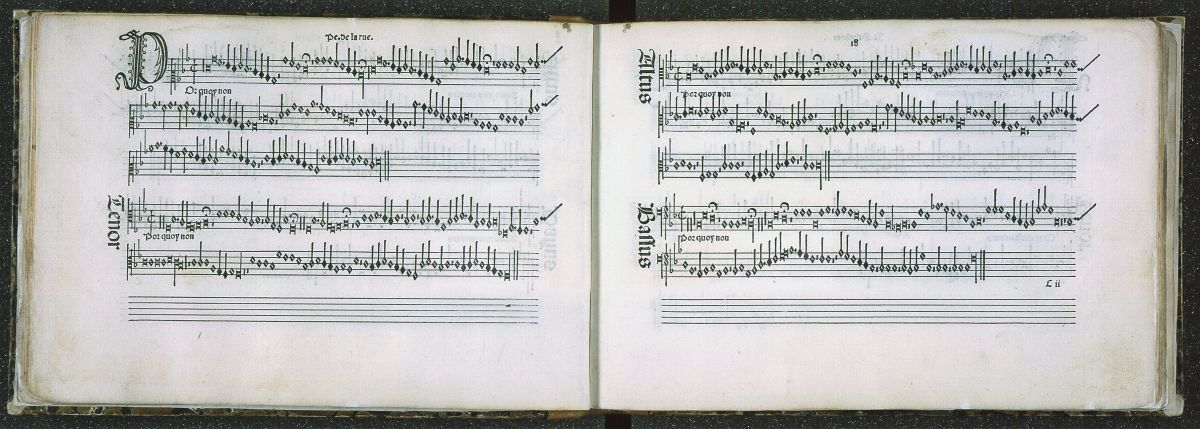
Exemple de pages de l’Odhecaton de Petrucci ; dans le sens horaire : les voix de superius (ou cantus), altus, bassus et tenor de la chanson Por quoy non de Pierre de la Rue (Folio 18, Harmonice Musices Odhecaton A, source : Musée international et bibliothèque de la musique (Bologne)).

## Discographie
Plusieurs CD consacrés au répertoire de l’Odhecaton ont été répertoriés sur le site web medieval.org (lien vers les résultats d'une recherche sur le mot clé « Odhecaton »). Dont deux disques monographiques :
- Petrucci : Harmonice Musices Odhecaton - Fretwork : Richard Boothby, Richard Campbell, Wendyy Gillespie, Julia Hodgson, William Hunt, Susanna Pell, violes de gambe (9-12 août 2000, Harmonia Mundi HMU 907291)[9] (OCLC 49319919 et 610041799), (Fiche sur medieval.org)
- Harmonice Musices Odhecaton A : Ottaviano Petrucci, Venedig 1501 - Les Flamboyants, Michael Form (2005, Raum Klang) (OCLC 856862396), (Fiche sur medieval.org)

## Sources
- (nl) Jan Willem Bonda, De meerstemmige Nederlandse liederen van de vijftiende en zestiende eeuw, Hilversum, Verloren, 1996, p.  53-54, 500-501  (ISBN 9065505458)  (ISBN 9789065505453)
- (en) Stanley Boorman, Petrucci, Ottaviano (dei), Grove Music Online, éd. L. Macy (site web consulté le 10 décembre 2006), (accès après inscription)
- (en) Stanley Boorman, Eleanor Selfridge-Field et Donald W. Krummel, Printing and Publishing of Music, Grove Music Online, éd. L. Macy (consulté le 10 décembre 2006), (accès après inscription)
- (en) Harold Gleason et Warren Becker, Music in the Middle Ages and Renaissance (Music Literature Outlines Series I), Bloomington, Indiana, Frangipani Press, 1986  (ISBN 089917034X)
- (en) Gustave Reese, Music in the Renaissance, New York, W.W. Norton & Co., 1954  (ISBN 0-393-09530-4)